# Bactrocera peneobscura
Bactrocera peneobscura är en tvåvingeart som beskrevs av Drew och Romig 2001. Bactrocera peneobscura ingår i släktet Bactrocera och familjen borrflugor. Inga underarter finns listade.